# Achille Ernest Oscar Joseph Delesse

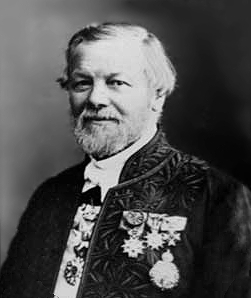
Achille Delesse

Achille Ernest Oscar Joseph Delesse (* 3. Februar 1817 in Metz; † 24. März 1881 in Paris) war ein französischer Geologe, Petrograph und Mineraloge.

## Leben
Er studierte ab 1837 an der École polytechnique und anschließend ab 1839 an der École des Mines. 1845 wurde er Professor für Geologie und Mineralogie in Besançon und 1850 Professor für Geologie an der Sorbonne in Paris. Ab 1864 war er Professor für Bodenkunde an der École des Mines und ab 1878 Inspecteur generale des mines.
In seinen Anfangsjahren als Bergbauingenieur untersuchte und beschrieb er einige neue Mineralien. Er widmete sich dann dem Studium von Gesteinen und entwickelte neue Methoden zu deren Bestimmung und beschrieb unter anderem Melaphyre, Arkosen, Porphyre, Syenite, magmatische Gesteine der Vogesen, der Alpen und von Korsika und befasste sich mit dem Phänomen der Metamorphose. 1858 erstellte er hydrogeologische Karten von Paris und ähnliche Karten für das Département Seine-et-Marne sowie eine Bodenkarte der Region Seine-et-Marne (1880). Von 1860 bis 1880 gab jährliche die Revue des progrès de géologie heraus, 1860–65 mit Auguste Laugel und 1865–78 mit Albert de Lapparent. Seit 1863 war er gewähltes Mitglied der American Philosophical Society. Im Jahr 1879 wurde er in die Académie des sciences und zum Mitglied der Leopoldina gewählt.

## Schriften
- Untersuchungen über den rothen Porphyr der Alten und über den rothen egyptischen Syenit; Stuttgart, 1852
- Recherches sur l’origine des roches; Paris, 1865
- Étude sur le métamorphisme des roches; 1869
- Lithologie des mers de France et des mers principales du globe; 2 Bände und Atlas, 1871

## Ehrungen
- Eine 1850 durch Carl Friedrich Naumann erstbeschriebene Varietät von Chamosit bzw. Klinochlor wurde nach Delesse als Delessit bezeichnet.